# Foxfield
Foxfield es un pueblo ubicado en el condado de Arapahoe en el estado estadounidense de Colorado. En el año 2000 tenía una población de 746 habitantes y una densidad poblacional de 226,1 personas por km².

## Geografía
Foxfield se encuentra ubicada en las coordenadas 39°35′12″N 104°47′15″O / 39.58667, -104.78750.

## Demografía
Según la Oficina del Censo en 2000 los ingresos medios por hogar en la localidad eran de $109.507, y los ingresos medios por familia eran $117.255. Los hombres tenían unos ingresos medios de $66.750 frente a los $46.250 para las mujeres. La renta per cápita para la localidad era de $40.970. Alrededor del 4,4% de la población estaban por debajo del umbral de pobreza.

## Educación
El Distrito Escolar Cherry Creek gestiona escuelas públicas.